# Coffin Gate Creek
Coffin Gate Creek är ett vattendrag i Belize.   Det ligger i distriktet Orange Walk, i den centrala delen av landet, 29 km norr om huvudstaden Belmopan.
I omgivningarna runt Coffin Gate Creek växer i huvudsak städsegrön lövskog. Runt Coffin Gate Creek är det glesbefolkat, med 10 invånare per kvadratkilometer.